# Vincent-Paul Toccoli
 (octobre 2009).
Vincent-Paul Toccoli est un religieux français, né à Alger, en Algérie française le 13 février 1942 et mort à Cannes le 5 aout 2013.
Prêtre catholique salésien de Don Bosco, enseignant le français et la philosophie, chercheur en anthropologie et expert en Bouddhisme, il a également participé à des émissions télévisées religieuses.

## Biographie
Vincent-Paul Toccoli est né le 13 février 1942 à Alger, en Algérie[réf. souhaitée].
En 1953, il entre au Séminaire Junior du diocèse d’Alger (Saint Eugène). Il quitte l’Algérie en juin 1960 et s’inscrit aux Facultés catholiques de Lyon (Certificat d'Études Littéraires Générales Classiques). Il tente le  noviciat salésien à Dormans (Marne) en septembre 1961 mais le suspend après six mois.
De 1962 à 1964, il passe une licence es lettres au Collège littéraire universitaire de Nice et à l’Université d’Aix-en-Provence, suivi du service national dans l’Armée de l'air en tant qu'Officier de réserve entre 1964 et 1966.
Il passe son noviciat salésien en 1967 et poursuit par des études de philosophie au Scolasticat salésien d’Andrésy en 1968, École supérieure d’agriculture de Ressins et début d’un doctorat d’université en pédagogie jusqu'en 1970 sous la conduite du Professeur Jean Guillaumin, Université Lumière Lyon 2.
Pendant quatre ans, il étudie théologie et psychanalyse à Munich, à l'Université Centre Européenne des Salésiens sur le campus de Benediktbeuern (affiliée à l'Université pontificale de l'Ordre, à Rome) puis sera assistant de son maître en psychanalyse. Il obtient les grades de Diplom-Theologe et de Sozial Pädagoge. Nommé au lycée Don Bosco de Nice, Professeur de lettres et de philosophie, animateur catéchétique et pédagogique, il est ordonné prêtre le 22 décembre 1975.
Il collabore avec le diocèse de Munich pour la formation des futurs prêtres et publie un essai : Soll ich in den kirchlichen Dienst. Junge Menschen fragen nach Beruf oder Berufung, chez Kösel Verlag en 1980. Il crée le Service de catéchèse (SC Fondation Don Bosco) et un atelier de formation basé sur la culture audiovisuelle. Il part en Colombie, dans les universités jésuites et salésiennes et rédige un mémoire Aumônerie, Théorie et Praxis. Un dossier à instruire.
Pendant quatre ans, il va participer à l'émission Le Jour du Seigneur (alors sur TF1). Il publie Si la Bible m’était contée..., aux éditions Le Centurion, en 1984 et apparaît à Bayern 3, Munich Abt.Erziehiungswissenschaften (Télévision Bavaroise, Département des sciences de l’Éducation). 
Il fait aussi des performances régulières au théâtre du Mandapa (Milena Salvini), à Paris avec des contes bibliques et chant grégorien et lance deux revues de catéchèse avec le Diocèse de Strasbourg : Cap 2000 et Virage. En 1989, il prend une année sabbatique à Paris : Facultés jésuites de Sèvres, Institut Supérieur des Hautes Études d’Amérique Latine, Sciences Po, EPHE, Collège de France, Formation en image de synthèse puis démissionne de l'Éducation nationale.
Dans les années 1990, il traduit l’ensemble du Nouveau Testament en français contemporain en quatre tomes. En 2006, il publie Relire le Testament, aux Éditions Dô/Embrasure. Il se lance alors dans l'accompagnement des mourants : Hôpital International de la Cité Universitaire de Paris (Dr Maurice Abiven, Service de Soins Palliatifs), Hôpitaux de Montpellier : St Charles, (Prof Dauverchain, service de gérontologie psychiatrique), Guy de Chauliac (Prof Martine Sieffert, service des sidéens), Val d’Oreye (Prof Pujol, service de cancérologie des enfants), puis au North Beach Hospital de Miami (service des sidéens). 
Il publie Petit Traité de la Compassion en 2002 chez Factuel 2002 et devient aumônier de la Communauté Chrétienne du Sud Est Asiatique à Hong Kong. Il découvre la statuaire bouddhique en pratiquant les rites du Myanmar au Japon, de la Mongolie à l’Indonésie. Il organise des colloques internationaux sur Hong Kong en collaboration avec le Centre français d’études sur la Chine contemporaine (CFECC) et forme des équipes d’aumônerie pour les cinq lycées de la Région du Sud-Est asiatique : Hong Kong, Singapour, Bangkok, Pékin et Shanghai. Il part aussi en voyage de reconnaissance de toutes les Routes de la soie entre le Japon et Venise.
Du fait de sa prêtrise, il sera écarté au début des années 2000 de l'enseignement de l'anthropologie du bouddhisme, à Beida (Beijing Daxue : Université de Pékin). Il étudie les divers Bouddhismes et religions de l'Asie du Sud-Est asiatique et devient Buddhist Scholar (Expert en Bouddhisme) au Népal (Lumbini International Research Institute, LIRI), en Corée du Sud (Bul Il International Buddhist Meditation Center, BIIBMC) et au Japon (Nanzan International Center for Religion and Culture NICRC, Nagoya). Il publie ensuite Le Bouddha revisité (2006), Le Sourire immobile (2007) et Fuzei, Le Miroir de l’absence (2006).
Il est nommé directeur diocésain de la culture du diocèse de Nice (2001 - 2006) responsable de la Pastorale de la technopole internationale de Sophia Antipolis, au service des Nouvelles technologies de l’information et de la communication. Il parraine la création de l’Académie Clémentine (étude des philosophies et des cultures du monde), crée le Cercle Philo Sophia ainsi qu'un cabinet de Psychanalyse et de Coaching. Depuis 2006, il est chargé de mission auprès du HQG des SDB de Rome (Dicastère de la Communication Sociale - Service des traductions, Cann’agora - Club de Réflexion Interdisciplinaire, Samu pastoral dans le monde, met en ligne un site Internet (plus de 500 visiteurs par jour, 12 000 pages visitées par semaine[réf. nécessaire]) et publie un blog.
Il est mort le 5 août 2013 .

## Travail éditorial
Vincent Paul Toccoli est directeur de trois collections :
- Collection Japon d’hier, d’aujourd’hui et de demain chez Amalthée.
- Collection Sine qua non chez les Bénévent.
- Collection Visions Spirituelles chez les Éditions Ovadia.

## Œuvre
- Soll ich in den kirchlichen Dienst ?, Kösel Verlag, München , 1980
- Si la Bible m'était contée (Champs nouveaux), Le Centurion, Paris (épuisé), 1982,  (ISBN 978-2227357136)
- La Bible contée, 40 récits bibliques, Le Centurion, Paris (épuisé), 1984,  (ISBN 978-2283610442)
- Marc Chagall, la Bible Rêvée, NGM Publisher, Singapour, 2002,  (ISBN 978-2970050452)
- Petit Traité de la Compassion, 1re édition, Éditions Dô, Cannes 2002 ; 2e édition, Éditions Factuel, Paris-Genève,  2003,  (ISBN 978-2940313174)
- Vincent van Gogh, le Soleil Foudroyé, NGM Publisher, distrib. : Embrasure/Factuel, Paris, 2004,  (ISBN 978-2970050469)
- Relire le Testament, Éditions Dô/Factuel, Nice-Paris, 2004,  (ISBN 978-2970050438)
- Missionnaire pour des temps nouveaux, Éditions Factuel, Paris-Genève, 2005,  (ISBN 978-2845732803)
- Shin Momoyama, Éditions Amalthée, 2005
- À propos d’Adam, Éditions Bénévent, 2005,  (ISBN 2-84871-913-3)
- Bouddha Revisité, ou la Genèse d'une Fiction, 1re édition, Éditions Dô, Cannes ; 2e édition, L’Harmattan, 2005,  (ISBN 978-2747597319)
- Shintaï : Le Corps des dieux, Éditions Amalthée, 2005
- Clé(s) & Lien(s), Éditions  Bénévent, coll. Sine qua non, 2006
- Un monde para chrétien, Éditions Bénévent, coll. Sine qua non, 2006
- « Les Peurs de l’avenir proche », Les peurs de notre temps, Actes du colloque - 14 octobre, Académie européenne interdisciplinaire des Sciences Nice-Côte d'Azur, 2006
- La Bible à nos amours, Tome I, Éditions Factuel, Genève-Paris, 2006,  (ISBN 978-2940382019)
- Fuzei, le Miroir de l’Absence, Éditions Amalthée, coll. Japon d’hier, d’aujourd'hui et de demain, 2006
- Lettres en souffrance, Éditions Bénévent, 2006
- L'Orphelin du Soleil et autres récits…, La Société des Écrivains , 2006,  (ISBN 978-2748031454)
- L’Échelle de perfection, Éditions Factuel/Embrasure, Paris-Genève, 2007,  (ISBN 978-2940382040)
- Le Sourire Immobile, Éditions Factuel/Embrasure, 2007,  (ISBN 978-2940382071)
- Yume, Cet incertain désir de rêve…, Amalthée, Nantes, coll. Japon d’hier, d’aujourd'hui et de demain, 2007
- Icare et les autruches, ou la Peur d’avoir peur, Éditions Bénévent, coll. Siné qua non, Nice, 2008
- Miyazaki l’enchanteur, (essai coécrit avec Gersende Bollut, sur l’univers du cinéaste japonais Hayao Miyazaki), Amalthée, coll. Japon d’hier, d’aujourd'hui et de demain, Nantes, 2008,  (ISBN 9782350279619)
- Cyberman, ou Essai de Téléconnectique, Éditions Bénévent, coll. Sine qua non, Nice, 2008,  (ISBN 978-2756308890)
- Eremos, ou l’Âme de sable (Essai sur l’atomisation de l’âme) Lethielleux, 2010,  (ISBN 978-2249620157)
- Le rêve de Pinokyo (Essais d’androïdologie) Amalthée, coll. Japon d’hier, d’aujourd'hui et de demain, 2010,  (ISBN 978-2310007771)
- L’Archipel des dieux putrides (Essai sur les dérives de la jeunesse japonaise) Amalthée Coll. Japon d’hier, d’aujourd'hui et de demain, 2010,  (ISBN 978-2310005548)
- Inochi, l'homme augmenté (préface de Jean-Baptiste Bourgoin : L'homme a-t-il besoin d'être sauvé ?),, 2011,  (ISBN 978-2310008976)
- Ushigeba, la destruction de l'intérieur (Essai sur la guerre fiction jeunes /adultes) Amathée coll. Japon d’hier, d’aujourd'hui et de demain, 2011,  (ISBN 978-2310009812)
- Shanghai 2020 : Le Mythe et l'Eutopie (Essai sur la Ville Monde), Éditions Ovadia, La Petite Collection, 2011,  (ISBN 978-2363920195)
- Le J 4 ou… Quand l'insoumis met son Dieu à la question (Essai sur la rébellion nécessaire), Éditions Ovadia, coll. Visions Spirituelles, 2011,  (ISBN 978-2363920188)
- Urbi et Orbi (Essai sur La glocalisation), Éditions Ovadia, coll. Visions Spirituelles, 2011,  (ISBN 978-2363920317)
- Les Bâtisseurs de ruines, Mystère de la Kénôse et principe de Peter (Essai sur le refus des fatalités), Éditions Ovadia, coll. Visions Spirituelles, 2012,  (ISBN 978-2363920294)
- Namazu, ou l'insubmersible permanence Éditions Amalthée, coll. Japon d’hier, d’aujourd'hui et de demain, 2012,  (ISBN 978-2310011808)
- La désertion de l'intelligence, Éditions Ovadia, coll. Visions Spirituelles, 2013,  (ISBN 978-2363920027)

## Sources
- « Vincent-Paul Toccoli », sur frwiki.com